# Stormvloedkering Hollandse IJssel

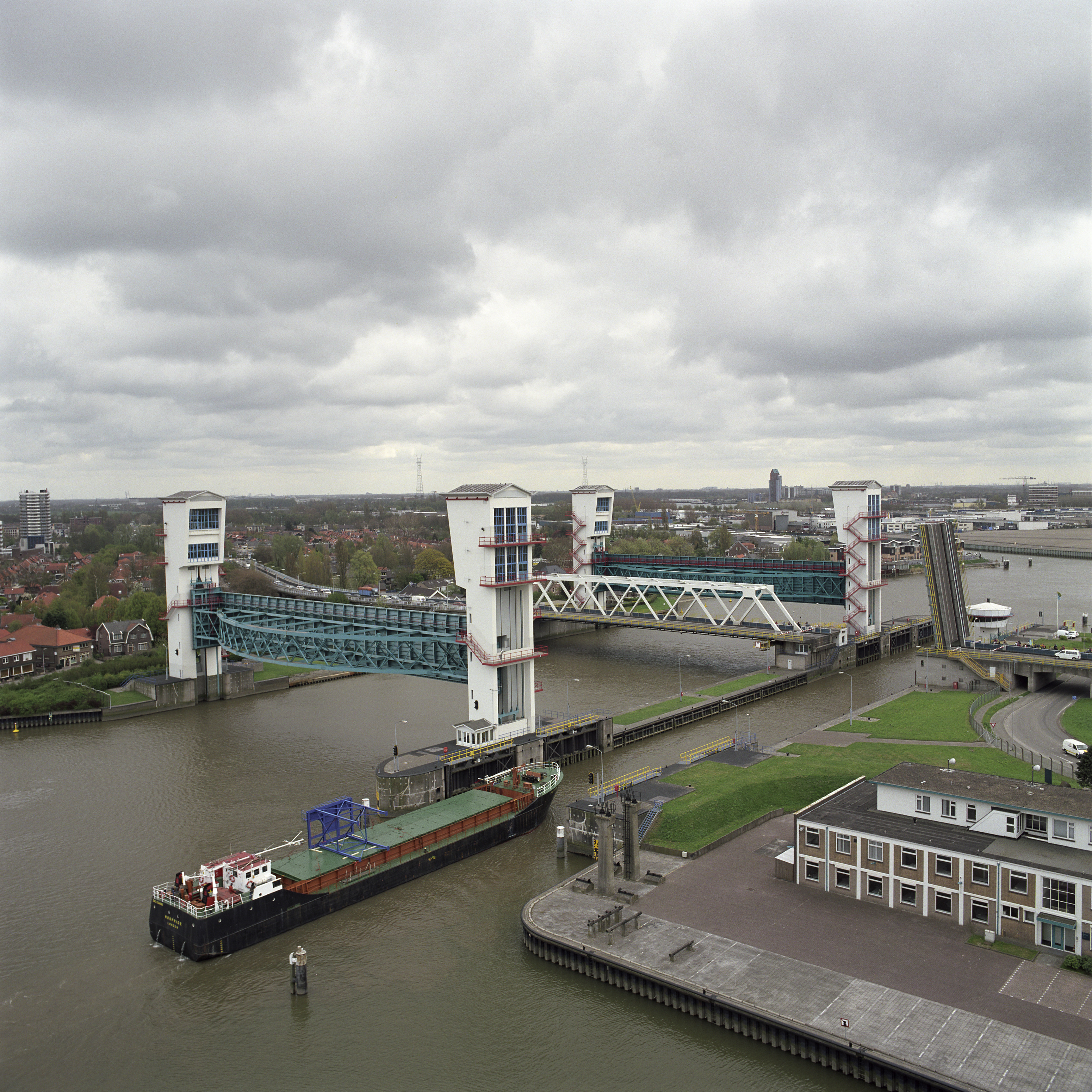
Widok na kompleks

Stormvloedkering Hollandse IJssel – kompleks przeciwpowodziowy na rzece Hollandse IJssel w pobliżu jej ujścia do Nowej Mozy, na granicy miast Capelle aan den IJssel i Krimpen aan den IJssel, niedaleko Rotterdamu. Kompleks składa się z dwóch długich ruchomych zapór oraz śluzy. Przez całość przechodzi także most drogowy z podnoszonym fragmentem na wysokości śluzy. Budowla powstała w latach 1954–1958, jako pierwsza z prac wykonanych w ramach planu Delta.
Pierwsze plany budowy śluzy pojawiły się po powodzi ze stycznia 1808 roku. Późniejsze plany wyewoluowały w kierunku utworzenia ruchomej zapory, gdyż zamknięcie rzeki śluzą stanowiłoby problem dla ruchu statków, a ponadto mogło spowodować zwiększenie zasolenia wód śródlądowych. Poza zagrożeniem powodzią problemem był także brak stałej przeprawy przez rzekę. Działające w tym miejscu promy nie radziły sobie ze wzrastającym ruchem ulicznym, co prowadziło do powstawania coraz większych korków. W związku z tym planowano wybudować most, a przygotowania do prac ruszyły pod koniec 1939 roku. II wojna światowa przerwała jednak te plany, natomiast zaraz po wojnie głównym zadaniem była odbudowa zniszczeń.
Bezpośrednim bodźcem do budowy kompleksu, na który miały składać się zarówno urządzenia przeciwpowodziowe, jak i most, była powódź z 1953 roku. Prace ruszyły niecały rok po powodzi, 18 stycznia 1954 roku, a oddanie do użytku nastąpiło 22 października 1958 roku. Koszt budowy wyniósł około 40 mln guldenów. Kompleks był pierwszą budowlą powstałą w ramach planu Delta.
Na kompleks składają się dwie ruchome zapory wodne, śluza umiejscowiona w zachodniej części kompleksu oraz most z podnoszonym fragmentem na wysokości śluzy. Każda z dwóch ruchomych stalowych zapór ma długość 81,2 m i osadzona jest pomiędzy dwiema wysokimi na 45 m wieżami (łącznie jest ich cztery). W przypadku zagrożenia zapory opuszczane są w dół, co czynione jest kilka razy w roku. Na co dzień zapory podniesione są 11,5 m powyżej poziomu wody (na takiej samej wysokości znajduje się również most). Statki, które nie mieszczą się w tym prześwicie, mogą korzystać ze śluzy (wówczas konieczne jest podniesienie mostu zwodzonego nad tą śluzą, co tymczasowo wstrzymuje ruch drogowy). Most (nazwany Algerabrug od nazwiska ministra robót publicznych i gospodarki wodnej Jacoba Algery) posiada po jednym pasie ruchu w każdą stronę w ramach drogi N210, jeden dodatkowy jednokierunkowy pas oraz ścieżki dla pieszych i rowerzystów.